# Декоратор (шаблон проєктування)
Декоратор (фр. décorateur) — структурний шаблон проєктування, призначений для динамічного підключення додаткових можливостей до об'єкта. Шаблон Decorator надає гнучку альтернативу методу визначення підкласів з метою розширення функціональності.

## Основні характеристики

### Завдання
Об'єкт, який передбачається використовувати, виконує основні функції. Проте може виникнути потреба додати до нього деяку додаткову функціональність, яка виконуватиметься до і/або після основної функціональності об'єкта.

### Спосіб вирішення
Декоратор передбачає розширення функціональності об'єкта без визначення підкласів.

### Учасники
Клас ConcreteComponent — клас, в який за допомогою шаблону Декоратор додається нова функціональність. В деяких випадках базова функціональність надається класами, похідними від класу ConcreteComponent. У подібних випадках клас ConcreteComponent є вже не абстрактним, а конкретним. Абстрактний клас Component визначає інтерфейс для використання всіх цих класів.

### Переваги
- Декоратори забезпечують гнучку альтернативу підкласу для розширення функціональності
- Декоратори дозволяють модифікувати поведінку під час виконання, а не повертатися до існуючого коду та вносити зміни
- Декоратори - це хороше рішення для перестановки завдань, тому що ви можете загорнути компонент з будь-якою кількістю декораторів
- Шаблон декоратора підтримує принцип, що класи повинні бути відкриті для розширення, але закриті для модифікації

### Недоліки
- Декоратори можуть призвести до багатьох невеликих об'єктів у нашому дизайні, і надмірне використання може бути складним
- Декоратори можуть викликати проблеми, якщо клієнт сильно залежить від компонентів конкретного типу
- Декоратори можуть ускладнити процес аналізу компонента, оскільки вам потрібно не лише інвентувати компонент, але і обернути його кількома декораторами
- Може бути складно, щоб декоратори відслідковували інших декораторів, тому що повертатися назад до декількох шарів ланцюга декораторів починає натискати шаблон декоратора поза його справжнім наміром

### Наслідки
Функціональність, що додається, реалізується в невеликих об'єктах. Перевага полягає в можливості динамічно додавати цю функціональність до або після основної функціональності об'єкта ConcreteComponent.

### Зв'язок з іншими патернами
- Стратегія змінює реалізацію, декоратор — доповнює
- Ланцюжок обов’язків та Декоратор виконують операції через серію пов’язаних об’єктів. Але Ланцюжок обов’язків може виконувати довільні дії, незалежні одна від одної, а також у будь-який момент переривати виконання, а декоратори розширюють певну дію, не ламаючи інтерфейс базової операції і не перериваючи виконання інших декораторів.

### Реалізація
Створюється абстрактний клас, що представляє як початковий клас, так і нові функції, що додаються в клас. У класах-декораторах нові функції викликаються в необхідній послідовності — до або після виклику подальшого об'єкта.

## Зауваження і коментарі
- Хоча об'єкт-декоратор може додавати свою функціональність до або після функціональності основного об'єкта, ланцюжок створюваних об'єктів завжди повинен закінчуватися об'єктом класу ConcreteComponent.
- Базові класи мови Java широко використовують шаблон Декоратор для організації обробки операцій введення-виведення.